# Habenaria pumila
Habenaria pumila är en orkidéart som beskrevs av Eduard Friedrich Poeppig. Habenaria pumila ingår i släktet Habenaria och familjen orkidéer. Inga underarter finns listade i Catalogue of Life.

## Bildgalleri

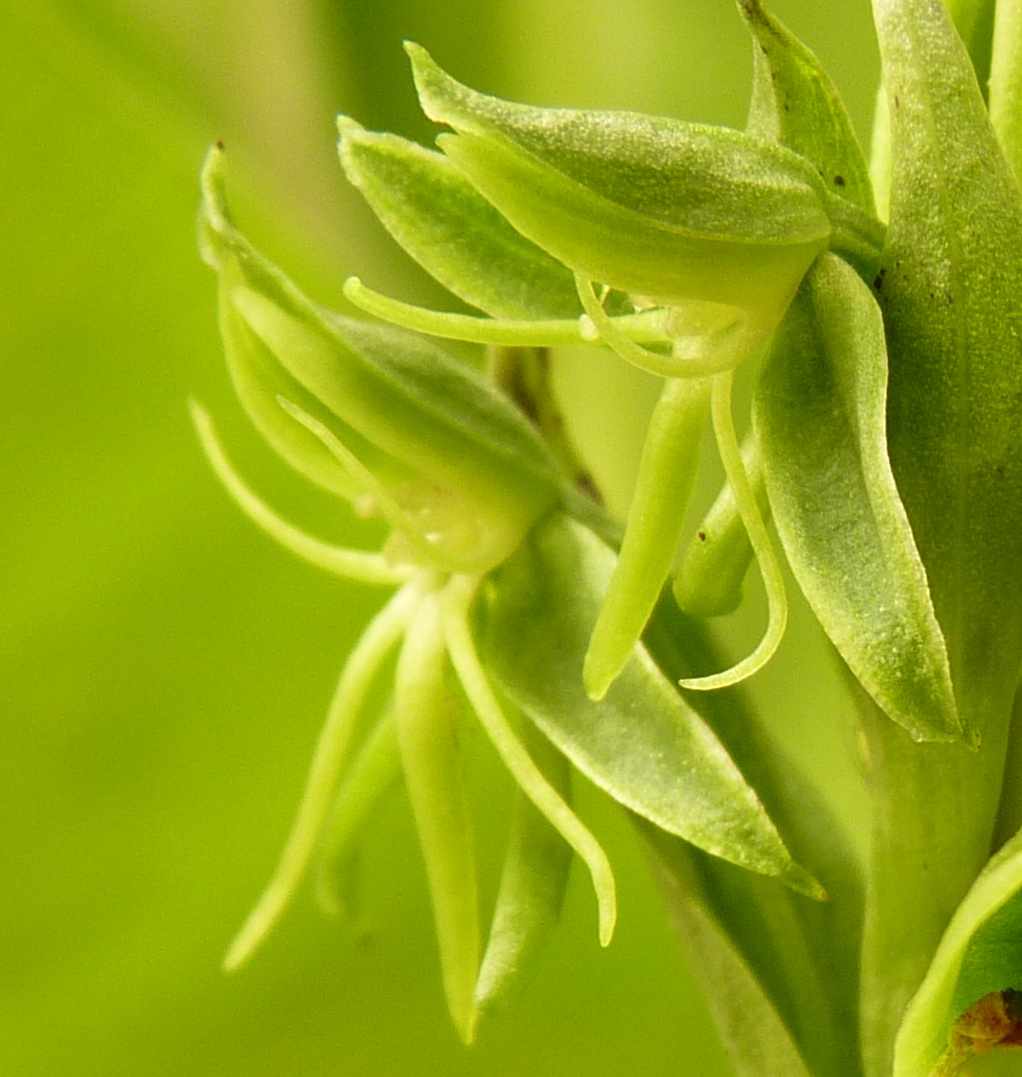